# Шахта імені М. І. Калініна (Горлівка)
ДП «Шахта імені М. І. Калініна». Входить до ВО «Артемвугілля».

## Історія
1889 року італійський підприємець заклав копальню Святого Андрія.
1895 року було створене Государєво-Байрацьке товариство, яке ввело до ладу копальню Святого Андрія у 1897 року.
1899 року Байрацька копальня перейшла у власність бельгійського Анонімного товариства Государєво-Байрацьких кам’яновугільних копален, рудень та заводів.
1909 року видобуто 238 тисяч тонн. 1912 року на шахтах №1 Святого Андрія, №20 та Нахільній шахті виробнича потужність складала до 1280 тонн вугілля щодоби. 1913 року видобуто 267 тисяч тонн.
Байрацька копальня була переменована 1930 року на Шахту імені М.І. Калініна. З нею був переменований й давнє козацьке селище Байрак на північній стороні якого й розташована копальня. 1939 року шахта нагороджена ореденом Трудового Червоного Прапору.
Найбільший обсяг видобутку вугілля сягшув 1971 року - 1,12 млн. тонн.
Видобуток 2008 року — 115 тисяч тонн, 2009 року — 110 тисяч тонн.
Фактичний видобуток 1950/308 т/добу (1990/1999). У 2003 р. видобуто 215 тис.т вугілля.
Максимальна глибина 960 (1999), готується горизонт 1080 м (2002). Протяжність підземних виробок 64,13/50,16 км (1990/1999). Розробляються пласти m3, m5, h3, m5', k7' потужністю 0,5-1,0 м, кути падіння 51-53°.
Вугільний пил пластів всіх вибухонебезпечний. Пласти m3, m5, h3 небезпечні за раптовими викидами вугілля і газу. Кількість очисних вибоїв 13/5 (1990/1999), підготовчих 46/14 (1990/1999).
Кількість працюючих: 3470/1168 осіб, в тому числі підземних 2444/770 осіб (1990/1999).
Адреса: 84612, вул. Празька, 101, м. Горлівка (Калінінськ), Донецької обл.